# El galeote de Argel
El galeote de Argel es una novela del escritor, historiador e hispanista francés Bartolomé Bennassar, ambientada en el Mar Mediterráneo de finales del siglo XVI en forma de novela histórica.

## Argumento
François Cocardon, natural de Six-Fours en Francia, a los 64 años de edad y pensando que va a morir, hace recuento de su vida: viajes, cautiverios, evasiones y peripecias desde los 14 años cuando fue capturado y hecho esclavo por piratas argelinos cuando navegaba hacia Alicante, hasta verse convertido en un próspero Rais, apodado Mustafá, que asolaba las costas cristianas, robando mercancías y apresando esclavos. De su arrepentimiento y vuelta a su país.